# ビスク

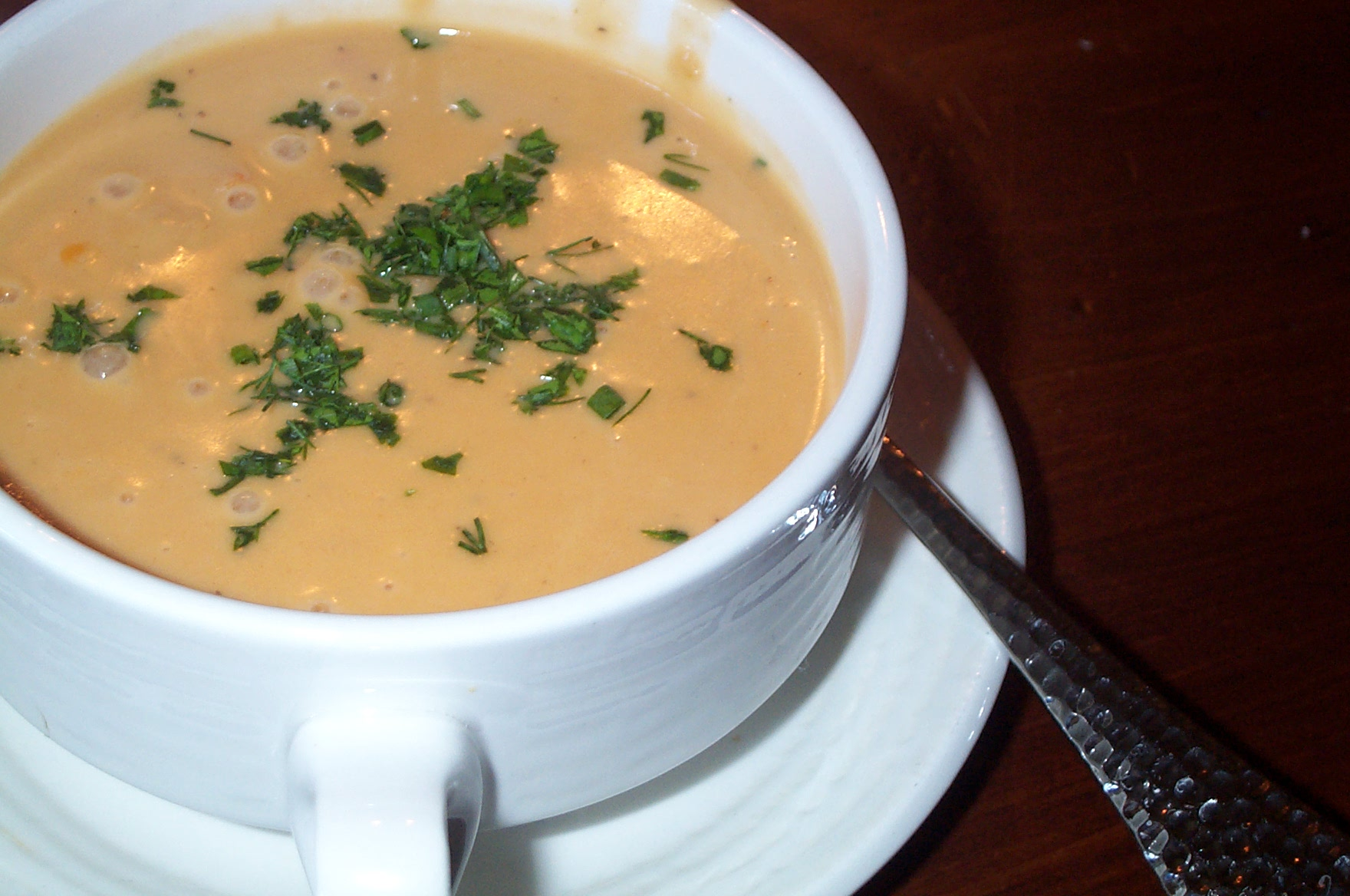
ロブスターのビスク

ビスク（Bisque）とは、クリームベースの滑らかで濃厚な味わいのスープである。本来は裏漉しした甲殻類（ロブスター、カニ、エビ、ザリガニ等）のクーリをベースとして作られるが、ローストしてピューレにした野菜を使ったクリームベースのスープもビスクと呼ばれることがある。

## 語源
ビスクという名前は、一般に「フランスのビスケー湾に由来する」と考えられている。一方で、調理の過程で材料となる甲殻類をまず殻のまま軽くソテーし、その後ワインや香味材料と共に煮込んで漉し、さらにクリームを加えて仕上げることから、「甲殻類を2度調理する（bis cuites）」ということに由来するという説もある。

## 手法
ビスクは、市場に出荷できない不完全なところのある甲殻類や売り物にならない細い足などの部分から甲殻類のうま味を最大限に抽出する料理である。伝統的なビスクでは、殻も滑らかなペースト状にすり潰し、スープにとろみをつけるために加える。ビスクを濾す前に米を加えてデンプン質のとろみを付ける場合もあり、米は濾して取り除くかピュレーしてビスクに加える。
海鮮のビスクは、伝統的に下皿付きの持ち手が2つついた浅いカップか、マグカップに入れて供される。
クリームベースで甲殻類を含まないスープをビスクと呼ぶこともある。この場合、火を通した具材をフードプロセッサやフードミルでピューレにして作られる。スカッシュ（カボチャやズッキーニの類）やトマト、マッシュルーム、赤パプリカ等を用いるのが一般的である。